# پروشکی
پروشکی (به لاتین: Proshki) یک منطقهٔ مسکونی در بلاروس است که در منطقه ویتبسک واقع شده‌است.